# Erythrai, Mindre Asien

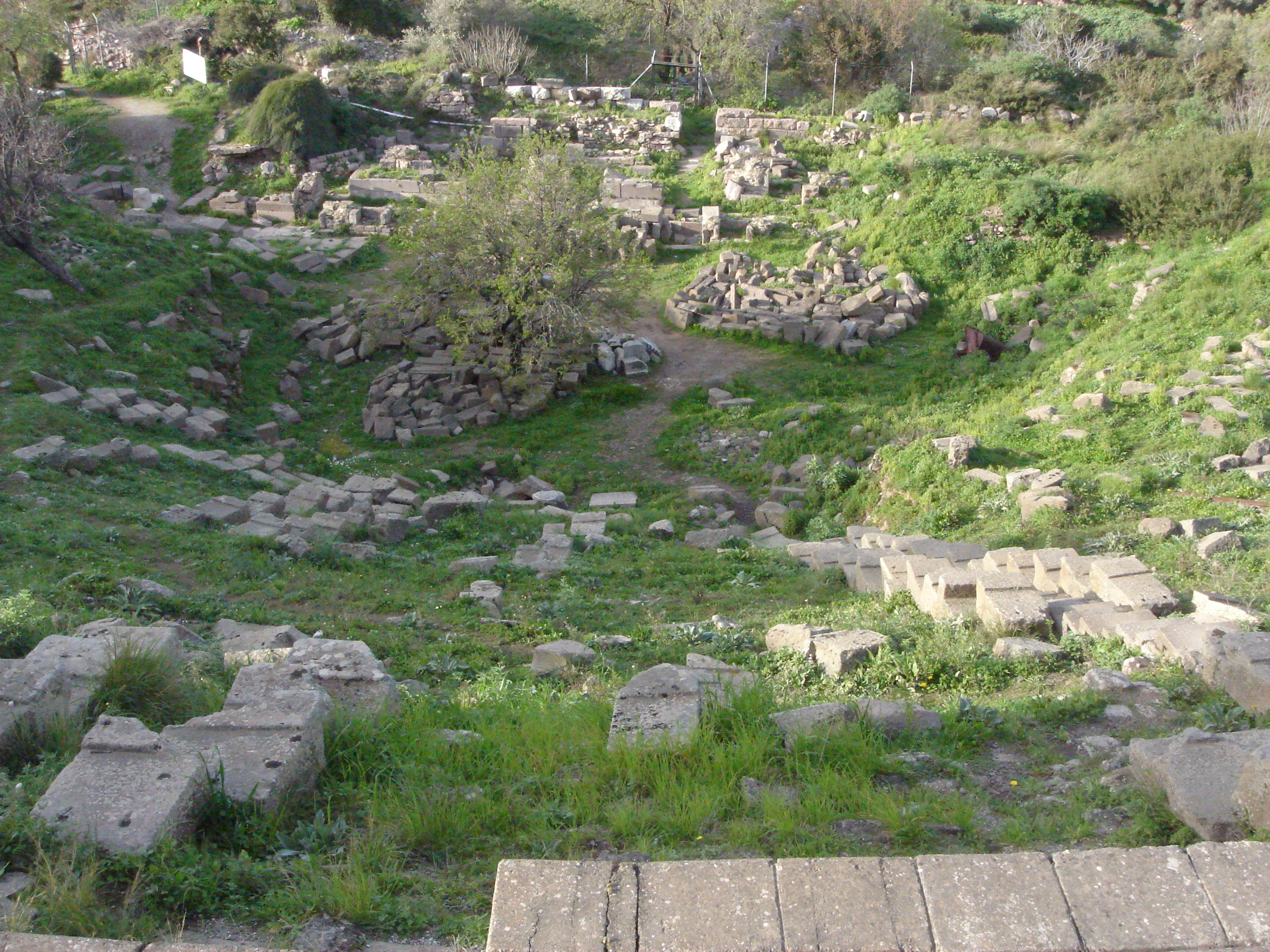
Amfiteater i Erythrai

Erythrai (grekiska Ἐρυθραί, latin Erythrae, senare Litri) var en av de tolv städerna i joniska förbundet i Mindre Asien, och var beläget i en bukt på halvön Mimas (nuvarande Kara Burun) mitt emot ön Chios, i närheten av den nutida turkiska staden Çeşme. Den hade två hamnar, Kyssos eller Kasystes, och Foinikos. På halvön tillverkades under antiken ett utmärkt vin, och staden var även känd för sina getter, sitt timmer och sina kvarnstenar.

## Historia
Erythrai lär ha grundats av kolonisatörer från Kreta; senare invandrade joner under ledning av Knopos, son till den atenske kungen Kodros. Staden var ursprungligen en monarki, men styrdes under perioder både oligarkiskt och demokratiskt. Den tvingades på 500-talet f.Kr. betala tribut först till den lydiske kung Kroisos, och sedan Lydien kuvats av Perserriket till den persiske storkungen Kyros.
Erythrai var aldrig någon stor stad, och sände bara åtta skepp till slaget vid Lade år 494 f.Kr. Staden stod därefter länge under atenskt välde, men omkring 453 f.Kr. vägrade de betala tribut och lämnade det deliska förbundet. Aten återställde ordningen, men år 412 f.Kr., under det Peloponnesiska kriget revolterade staden återigen, nu med Chios och Klazomenai. Efter slaget vid Knidos år 394 f.Kr. tog de emellertid emot atenaren Konon och hedrade honom med en inskription som ännu finns kvar.
Staden befriades år 334 f.Kr. från persiskt styre av Alexander den store, och stödde efter Alexanders död diadochen Antigonos I Monofthalmos. Även under hellenistisk tid växlade Erythrais politiska orientering vid ett flertal tillfällen. Sedan kungariket Pergamon föll år 133 f.Kr. tillhörde staden som fristad (civitas libera) den romerska provinsen Asia.
Staden blev tidigt under kristen tid en suffragan till Efesos, men på 1500-talet hade staden mer eller mindre försvunnit. Från mitten på 1700-talet och fram till tidigt 1900-tal var Litri en tämligen viktig hamn, och staden sträckte sig från den antika hamnen fram till akropolen. Man handlade aktivt med Chios och Smyrna.

## Platser i staden
Erythrai var berömt för sina två sibyllor. Den ena, den erythreiska sibyllan Herofile, levde enligt Strabon under stadens tidiga period, och förestod Apollonoraklet. Den andra, Athenais, levde under Alexander den stores tid. I Erythrai fanns även tempel helgade åt Herakles och Athena Polias.
Ruiner av staden står kvar än i dag, bland annat välbevarade hellenistiska murar med torn, varav fem ännu syns. Akropolen har en amfiteater på nordsluttningen, och i öst ligger många lämningar från bysantinska byggnader. Akvedukter och en grotta som tillägnades den erythreiska sibyllan finns också på platsen.
Den arkeologiska platsen ligger i närheten av den nutida turkiska byn Ildırı. Platsen utforskades under 1960-talet grundligt av professor Ekrem Akurgal, något som ledde till viktiga upptäckter, men sedan dess har den väckt föga intresse.